# 乌里·阿夫内里
乌里·阿夫内里（希伯來語：אורי אבנרי，1923年9月10日—2018年8月20日）是一位德国出生的以色列作家、记者、政治家和活动家。十几岁時，乌里·阿夫内里加入伊尔贡，之後又參加第一次中东战争，他曾于1965年至1974 年、1979 年至1981年間擔任以色列國會会议员。 
1982年7月3日，當時正值贝鲁特围城期间，乌里·阿夫内里与亚西尔·阿拉法特会面。 
他于2001年獲得正確生活方式獎。

## 生平
阿夫内里生贝库姆 ，來自一个德国犹太人家庭。1933年11月，阿道夫·希特勒掌权后，阿夫内里和他的家人移居巴勒斯坦託管地。他那些没有离开德国的親戚最终都在納粹大屠殺中丧生。 
1938年，由於不滿英国当局处决什洛莫·本-优素福 ，他加入了錫安主義军事组织伊尔贡 。
1942年 ，由於不滿伊尔贡的恐怖手段以及不支持殺害以及對阿拉伯人復仇，乌里·阿夫内里离开了伊尔贡。
阿夫内里逐漸不支持犹太复国主义，但他仍然認為自己是一名民族主义者。
1948年阿拉伯-以色列戰爭期间，阿夫内里是吉瓦提步兵旅的一位班长。 1949年夏天，阿夫内里退伍。
1952年7月23日革命后，阿夫内里主張对埃及發動先发制人的打击，他认为阿拉伯反动政权一旦在軍事上有了优势就會攻击以色列。  1956年第二次中东战争時，由於以色列最終撤军，他开始改變了自己的观点。  1957年6月，阿夫内里建议以色列帮助巴勒斯坦人推翻约旦的哈希姆王朝，然后以色列与新成立的國家组成联邦。 
20世纪70年代，阿夫内里开始认为實際上已經不存在什麼犹太复国主义，因为大量在以色列之外定居的犹太人已經不再移民以色列，即阿利亞運動幾乎已經停滯。 阿夫内里认为他實際上支持的是後錫安主義。 1975年底，他參與創建以色列-巴勒斯坦和平委员会。  就在该组织成立后不久，阿夫内里就被人刺伤。 
1982年7月3日，在贝鲁特围城战期间，阿夫内里越過衝突前線与亚西尔·阿拉法特会面 。  當時他還被一个以色列情报小组跟踪，该小组意图尾隨阿夫内里找到並杀死阿拉法特，不過该小组在跟蹤的時候被甩了，因而沒能找到亚西尔·阿拉法特。
後來他繼續參與左翼的和平行动，并认为每个以色列定居点都是“和平道路上的地雷”。他主张以色列与哈马斯谈判。他還是一名世俗主义者，强烈反对猶太教正統派干預政治和生活的各個方面。 
2001 年，阿夫内里和他的妻子因“在暴力环境中坚定不移地相信，只有通过正义与和解才能实现和平”而獲得正確生活方式獎。  2006 年，巴鲁赫·马尔泽勒呼吁以色列军方对阿夫内里定点清除。 
2018年4月，阿夫内里認為以色列軍方在2018—2019年加沙边境抗议事件中反应過度。他認為以色列軍隊在加沙地带濫殺無辜。 
2018年8月4日，阿夫内里突发中風。  2018年8月20日，阿夫内里去世。 